# Пигалевский сельский округ
Пигалевский сельский округ — административно-территориальная единица в Любимском районе Ярославской области России. Образован, как и остальные округа, после областной административно-территориальной реформы в 2002 году. Административный центр деревня Обнорское.
До 2002 года на территории сельского округа существовал Пигалевский сельсовет. 
В административных границах Ермаковского, Кирилловского, Пигалевского и Покровского сельских округов образовано 1 января 2005 года муниципальное образование Ермаковское  сельское поселение, в соответствии с законом Ярославской области № 65-з от 21 декабря 2004 года «О наименованиях, границах и статусе муниципальных образований Ярославской области».

## Населённые пункты
На территории сельского округа находятся  23 населённых пункта.
| №  | Населённый пункт | Тип населённого пункта | Население |
| -- | ---------------- | ---------------------- | --------- |
| 1  | Алешино          | деревня                | →3        |
| 2  | Белоглазово      | деревня                | →0        |
| 3  | Елхи             | деревня                | →0        |
| 4  | Заповедник       | хутор                  | ↘6        |
| 5  | Исполино         | хутор                  | ↘0        |
| 6  | Карганово        | деревня                | ↘10       |
| 7  | Картополово      | деревня                | ↘2        |
| 8  | Настасьино       | деревня                | ↘18       |
| 9  | Обнорское        | деревня                | ↘77       |
| 10 | Осиновец         | деревня                | ↗1        |
| 11 | Охотино          | деревня                | →0        |
| 12 | Павловка         | деревня                | ↘28       |
| 13 | Перья            | деревня                | ↘1        |
| 14 | Попово           | деревня                | →0        |
| 15 | Пигалево         | деревня                | →14       |
| 16 | Починок-Ананьев  | деревня                | ↘8        |
| 17 | Починок-Усанов   | деревня                | ↘2        |
| 18 | Починок-Шумилов  | деревня                | ↘4        |
| 19 | Слобода          | деревня                | →32       |
| 20 | Тимино           | деревня                | ↗49       |
| 21 | Тимонино         | деревня                | ↘10       |
| 22 | Федково          | деревня                | →0        |
| 23 | Чернышево        | деревня                | ↗5        |